# 长兴县人民政府
长兴县人民政府中华人民共和国浙江省湖州市长兴县的县级地方行政机关。

## 机构设置

### 组成部门
长兴县人民政府办公室 长兴县发展和改革局 长兴县经济和信息化局（长兴县中小企业局） 长兴县教育局 长兴县科学技术局 长兴县公安局 长兴县民政局
长兴县司法局（长兴县行政复议局） 长兴县财政局(国资办) 长兴县人力资源和社会保障局 长兴县自然资源和规划局 长兴县住房和城乡建设局〔人防办（民防局）〕
长兴县交通运输局 长兴县水利局
长兴县农业农村局 长兴县商务局 
长兴县文化和广电旅游体育局 长兴县卫生健康局 长兴县退役军人事务局 长兴县应急管理局 长兴县审计局 长兴县市场监督管理局（长兴县知识产权局） 长兴县人民政府金融工作办公室 长兴县统计局
 长兴县医疗保障局 长兴县综合行政执法局 长兴县大数据发展管理局

### 派出机构
长兴县政务服务管理办公室 太湖图影旅游度假区管理委员会

### 市级派出机构
湖州市生态环境局长兴分局

### 其他机构
长兴县档案馆 长兴县供销社 长兴县国家大学科技园管理中心 长兴县税务局
长兴县机关事务管理服务中心 长兴县邮政管理局  长兴县气象局 国网长兴县供电公司  中国人民银行长兴县支行